# Strada (famiglia)
Gli Strada o Della Strada o Della Stratta sono un'antica e nobile famiglia milanese.

## Storia
La famiglia Strada o Stratta giunge nel territorio milanese ad Incirano e Dugnano nel 1263 dove erano piccoli proprietari terrieri. Probabilmente proveniente da Pavia, dove nel 1024 la famiglia, tra le più ricche e potenti, aveva partecipato alla rivolta contro i Conti palatini di Lomello, signori di Pavia, instaurando un governo comunale. La famiglia trasferitasi in Milano viene inserita dai Visconti nel 1388 tra le famiglie nobili di Milano, con il riconoscimento del titolo di "Patrizio milanese". La nobiltà venne riconosciuta ad alcuni membri anche dai Savoia. Nei secoli la famiglia si è diffusa in molteplici rami presenti tuttora in Italia in Lombardia a Milano, Piemonte, Emilia-Romagna e Lazio; ma anche in Francia.

## Membri illustri
- Torello da Strada, nobile e podestà di Parma;
- Famiano Strada (1572-1649) – religioso, storico e letterato italiano;
- Giovanni Strada (...–1427) – vescovo italiano;
- Jacopo Strada (1507-1588) – pittore, architetto, numismatico, orafo e scrittore italiano;
- Zanobi da Strada (1312-1361) – scrittore e letterato italiano.